# Lars Asplund (geodet)
Lars Erik Gottfrid Asplund, född 14 januari 1914 i Flen, död 7 februari 1987, var en svensk geodet. 
Asplund, som var son till direktör Gottfrid Asplund och Maja Eriksson, avlade lantmäteriexamen 1936, blev teknologie doktor 1945, docent i geodesi vid Kungliga Tekniska högskolan 1946 och adjungerad professor 1973. Han blev extra lantmätare 1937, statsgeodet 1939, byråchef och professor vid Rikets allmänna kartverk 1949, överingenjör och professor där 1963 samt var teknisk direktör och generaldirektörens ställföreträdare vid Statens lantmäteriverk 1974–1979. Han blev ledamot av svenska nationalkommittén för geodesi och geofysik 1948 (vice ordförande 1966), var ordförande i Kartografiska sällskapet 1951–1955, Svenska geofysiska föreningen 1960–1962, president i Nordiska kommittén för geodesi 1953 och 1963–1966, ledamot av internationella associationens för geodesi råd och exekutivkommitté 1957, president i dess sektion för geometrisk geodesi från 1963, vice president i associationen 1971–1975, president i europeiska kommissionen för triangulering 1979–1983, Förenta Nationernas rådgivare i geodesi åt Pakistans regering 1956, Förenta Nationernas tekniska expert i samband med gränsfrågor mellan Israel och Syrien 1965 samt Unesco-expert i Kenya 1968 och 1970–1971. Han skrev avhandlingar i högre geodesi, utjämningsräkning och mätningsteknik. Han invaldes som ledamot av Kungliga Krigsvetenskapsakademien 1958.